# Melanozosteria melanesiae
Melanozosteria melanesiae är en kackerlacksart som först beskrevs av Robert Walter Campbell Shelford 1909.  Melanozosteria melanesiae ingår i släktet Melanozosteria och familjen storkackerlackor. Inga underarter finns listade i Catalogue of Life.